# Campo de Morango
«Campo de Morango» es un sencillo de la cantante brasileña Luísa Sonza. Fue lanzado el 15 de agosto de 2023 como el primer sencillo de su cuarto EP de estudio, Escândalo Íntimo (2023).